# 东山新大厝
东山新大厝，位于中国福建省龙海市角美镇东山村，建于清道光年间，坐北朝南，由前埕、前厅、主堂（中厅）、过水廊道、后堂（后厅）、护厝等组成，占地面积410平方米。前厅面阔五间、进深二柱，主堂面阔五间、进深三柱带前廊，后堂面阔五间、进深三柱，护厝一排五间房，均墙体承檩，硬山顶。2013年1月28日公布为第八批福建省文物保护单位。